# Ebosia bleekeri
Ebosia bleekeri là một loài cá biển thuộc chi Ebosia trong họ Cá mù làn. Loài này được mô tả lần đầu tiên vào năm 1884.

## Từ nguyên
Mặc dù không được giải nghĩa nhưng từ định danh bleekeri rõ ràng được đặt theo tên của Pieter Bleeker.

## Phân bố
E. bleekeri có phân bố tập trung ở Tây Thái Bình Dương, đã được ghi nhận từ Trung Nhật Bản, đảo Jeju (Hàn Quốc), đảo Đài Loan, vịnh Nha Trang (Việt Nam), Philippines, Nam Indonesia, đông bắc Úc và Vanuatu, độ sâu khoảng 110–152 m.

## Mô tả
Chiều dài chuẩn lớn nhất được ghi nhận ở E. bleekeri là 22 cm. E. bleekeri đực có số lượng ngạnh quanh mắt nhiều và cứng chắc hơn so với con cái. Sự dị hình giới tính còn được ghi nhận qua màu sắc vây lưng, vây hậu môn và vây đuôi (gọi chung là vây giữa), với vây giữa màu vàng cam ở cá đực và màu đỏ ở cá cái.
Số gai ở vây lưng: 13; Số tia vây ở vây lưng: 9–10; Số gai ở vây hậu môn: 3; Số tia vây ở vây hậu môn: 6–8; Số tia vây ngực: 15–17.